# Kostel Nanebevzetí Panny Marie (Nitra)
Kostel Nanebevzetí Panny Marie spolu s klášterem Nazarena se nachází na vrchu Kalvárie v Nitře. V současnosti je kostel střediskem mariánské úcty. Každoročně 15. srpna, na svátek Nanebevzetí Panny Marie, se zde koná pouť, kam přicházejí věřící ze širokého okolí. 5. července, na svátek slovanských věrozvěstů, se koná na Kalvárii každoročně národní pouť za účasti biskupů celého Slovenska.

## Historie
První zmínka o kostele Nanebevzetí Panny Marie se nachází v listině z roku 1248. Je to románská stavba s obloukem s bazilikální apsidou svatyně a s křížnými loděmi. Původně byl farním kostelem, pak se vzpomíná jako kaple Matky Boží na "vrchu zelené planiny". Kostelní věž byla postavena v roce 1723 a dva zvony byly umístěny do věže ve stejném roce. Krypta pod kostelem byla vybudována v roce 1728. V kostele se nacházelo 5 oltářů a za hlavním oltářem na stěně byl vymalován obraz Nanebevzetí Panny Marie. Přízemní klášter u kostela postavili pro řeholníky řádu Nazarenů. Po čase byl vybudován nový hlavní oltář z mramoru a na vrchu umístěna socha Sedmibolestné Panny Marie. Na vrchu Kalvárie byla vybudována první křížovou cestu, která je od kostela po kapli Božího hrobu. V letech 1875 - 1888 probíhaly na kostele restaurační práce, o které se zasloužil A. Rožkovany.
Misionáři Společnosti Božího Slova sem přišli v roce 1925. Nad starým klášterem postavili patro a vybudovali zde misijní dům. Podařilo se jim obnovit kostel zvětšením o přístavbu kaple sv. Terezy, oratoria, sakristie a postavili zvenku polní oltář. Po likvidaci kláštera byla u kostela duchovní správa. Na žádost řehole verbistů Ján Chryzostom kardinál Korec 1. července 1997 zřídil opět na Kalvárii farnost, kterou spravují misionáři.